# Lytta aratae
Lytta aratae là một loài bọ cánh cứng trong họ Meloidae. Loài này được Berg miêu tả khoa học năm 1882.